# General Francisco Antonio Vásquez
General Francisco Antonio Vásquez est l'une des six paroisses civiles de la municipalité de Benítez dans l'État de Sucre au Venezuela. Sa capitale est Los Arroyos.